# Држава-континуитета
Појам државе-континуитета је правни појам, појам међународног јавног права. Овај појам се не сме мешати са појмом држава-сукцесор (наследник). Наиме, држава-континуитета је иста држава, али са другим називом или другом (већом или мањом) територијом, али са истим правима и обавезама. Држава-континуитета је иста држава, а не наследник неке друге државе. На пример, Краљевина Срба, Хрвата и Словенаца 1929. године мења назив у Краљевина Југославија. Тиме није створена нова држава, већ је само промењен дотадашњи назив државе, а држава је остала иста. Такође, Демократска Федеративна Југославија у међународно-правном погледу је иста држава као Краљевина Југославија, иако је у унутрашњем погледу извршена социјалистичка револуција. Република Србија је држава-континуитета са Државном заједницом Србија и Црна Гора (на основу Уставне повеље Државне заједнице Србија и Црна Гора), која је држава-континуитета са Савезном Републиком Југославијом. 